# ابو حزام، قنا
ابو حزام (به عربی: أبو حزام)، روستایی از توابع نجع حمادی در استان قنا و کشور مصر است.

## جمعیت
براساس سرشماری سال ۲۰۰۶ مصر، جمعیت آن ۲۲۰۵ نفر(۱۲۷۱ مرد و ۹۳۴ زن) بوده‌است.